# Schronisko PTTK „Pod Kopą Biskupią”
Schronisko PTTK „Pod Kopą Biskupią” im. Bohdana Małachowskiego – jedyne schronisko turystyczne w Górach Opawskich (czes. Zlatohorská vrchovina). Położone na wysokości 850 m n.p.m., pod szczytem Biskupiej Kopy na terenie Parku Krajobrazowego Góry Opawskie.

## Historia
Inicjatorem wybudowania była organizacja Śląskie Sudeckie Towarzystwo Górskie (niem. Schlesischer Sudetengebirgsverein (SSGV)), choć pierwsze projekty odbyły się pod patronatem Morawsko-Śląskiego Sudeckiego Towarzystwa Górskiego (niem. Mährisch-Schlesischer Sudetengebirgsverein (MSSGV)).
Od końca XIX wieku niedaleko szczytu działało już schronisko „Rudolfsheim”, ale był to obiekt prywatny.
W 1923 po stronie czechosłowackiej zakupiono stary wojskowy barak dla sekcji prudnickiej SSGV, która zwróciła się z prośbą o pomoc do grup terenowych Zlate Hory, Głuchołazy i Nysa. Dwie ostatnie zgodziły się pomóc – projektantem i wykonawcą został Georg Döring, budowniczy miejski z Prudnika i członek Śląskiego Sudeckiego Towarzystwa Górskiego. Przy budowie pracowali głównie członkowie SSGV – niwelowali teren i wznosili materiały budowlane, zgromadzone obok leśniczówki w Pokrzywnej.
W lipcu 1923 uroczyście zatknięto wiechę i postanowiono, że schronisko otrzyma nazwę Schroniska Górnoślązaków (niem. Oberschlesierhütte, Oberschlesierbaude). Uroczyste otwarcie nastąpiło w lipcu 1924 – obiekt składał się z baraku z dobudowaną werandą. W środku znajdowała się jadalnia, pomieszczenie gospodarcze, na poddaszu sypialnia mogąca pomieścić 30 osób. Schronisko było własnością miasta Prudnik (stało na jego gruncie), SSGV wydzierżawiło je na 30 lat.
W związku z dużą popularnością wśród turystów już w latach 1926–1927 dokonano rozbudowy – obok starej konstrukcji wzniesiono nową, jednopiętrową, w której umieszczono kuchnię, mieszkanie zarządcy i pokoje noclegowe (9 z 19 łóżkami). W sali zbiorowej mogło pomieścić się 80 osób na materacach. Wybudowano też nową drogę do schroniska. Nową część otwarto w maju 1927. W starej części utworzono schronisko młodzieżowe.
Gospodarzem schroniska w tym czasie był Hans Mattner, nazywany też Koppa Hansem. W celu zaopatrywania schroniska używał on osiołka.
Maria Borsutzky, przedwojenna turystka, w 1927 odwiedziła schronisko aż 74 razy. Trzy lata później ustanowiła nowy rekord – 86 odwiedzin.
W związku z kryzysem gospodarczym na przełomie lat 20. i 30. nastąpił spadek liczby odwiedzających – Schronisko Górnoślązaków przestało przynosić zyski i w 1936 administrację nim przejął Prudnik. Wtedy też zaczęto rozbudowywać obiekt dla potrzeb schroniska młodzieżowego – prace trwały do 1939. Schronisko otrzymało dobudówkę, stojącą w miejscu dzisiejszego tarasu – na parterze znajdowała się sala dzienna, powyżej 3 sypialnie z 28 łóżkami. Zbudowano także nowe umywalnie i ubikacje. Pomieszczenia miały oświetlenie gazowe oraz były ogrzewane piecami. W lutym 1939 z okazji otwarcia nowej części w schronisku odbyło się uroczyste posiedzenie prudnickiej rady miejskiej.

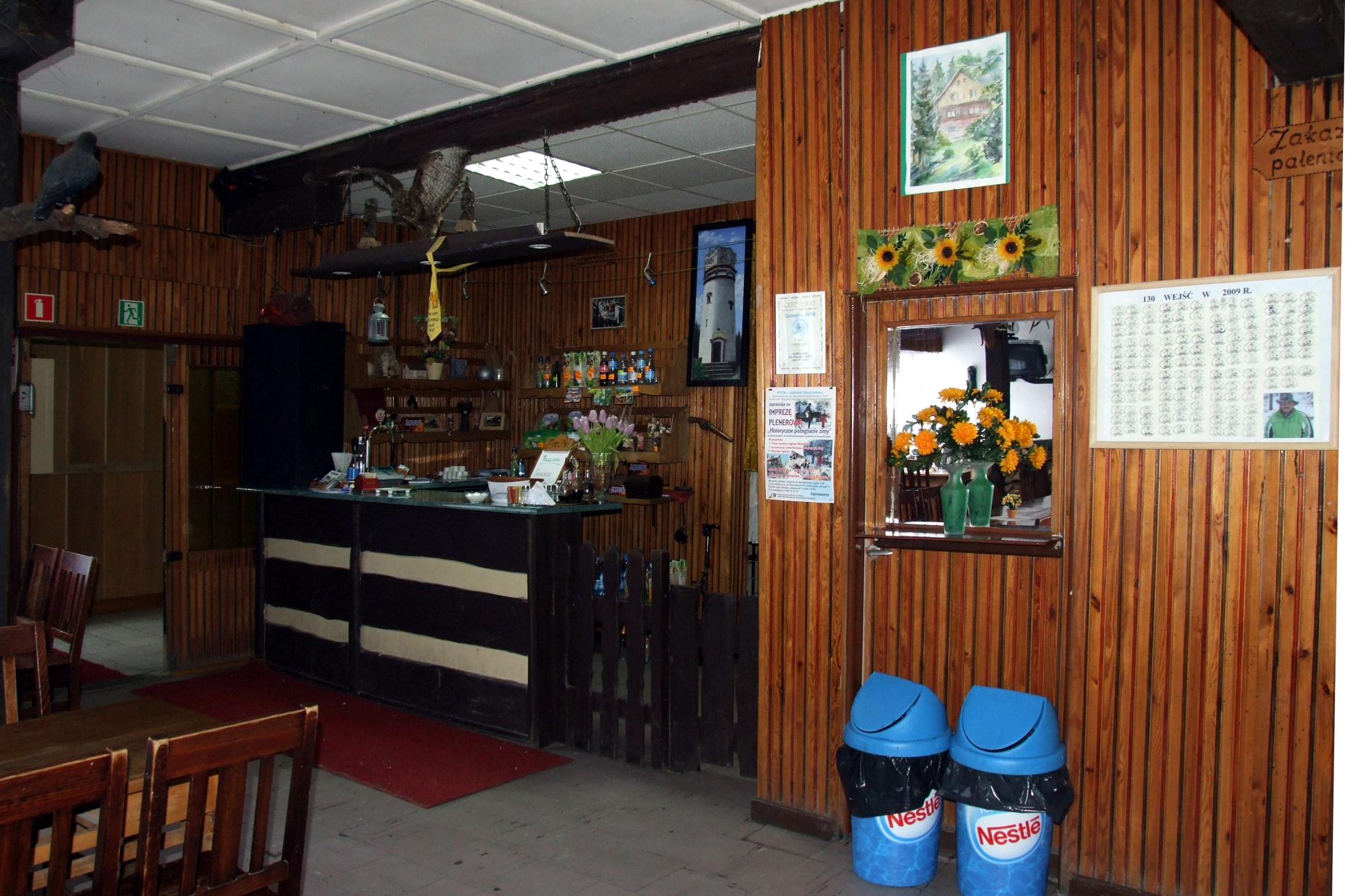
Bufet schroniska

Podczas kryzysu monachijskiego w budynku mieszkali m.in. Niemcy, uciekający z terenu Kraju Sudetów, stacjonowała tam też ochotnicza staż graniczna z Jarnołtówka, mająca na celu ostrzegać niemieckie władze przed potencjalnymi ruchami wojsk czechosłowackich. Podczas II wojny światowej ruch turystyczny był mniejszy, ale nadal schronisko odwiedzali turyści. Przez cały okres niemiecki gospodarzył w nim Hans Mattner junior z Jarnołtówka, zwany Koppa Hansem.
Po 1945 schronisko otrzymało nazwę „Pod Kopą Biskupią”, a w 1964 imię Bohdana Małachowskiego, krakowskiego działacza turystycznego. Pierwszym polskim właścicielem zostało PTT z Katowic, ale obiekt długo świecił pustkami, gdyż przez wiele lat wędrowanie po szlakach nadgranicznych wymagało towarzystwa żołnierza WOP. Obiekt otwarty jako polski w 1946 posiadał 120 miejsc noclegowych – 35 na łóżkach i 65 na pryczach. W 1948 działacze PTT oznakowali szlak z Głuchołaz (stare niemieckie uległy zatarciu, a z przyczyn ideologicznych polskie postanowiono wytyczyć innymi ścieżkami), ale wkrótce schronisko ponownie zamknięto. Po raz drugi otwarto je w 1957, a właścicielem został Erwin Mecha z Chorzowa. W latach 70. obiekt przeszedł gruntowny remont. Od 1992 właścicielem jest wrocławski oddział PTTK.

## Wyposażenie schroniska
- 50 miejsc noclegowych w pokojach dwu- i wieloosobowych
- sala restauracyjna na 65 miejsc, wraz z barem
- sala konferencyjna

## Szlaki turystyczne spod schroniska
- – Pokrzywna PKS – 2:15 h
- – Głuchołazy – 3:15 przez Jarnołtówek – 2 h
- – Jarnołtówek 1:30 h
- ścieżka dydaktyczna na Biskupią Kopę – 0:20 h